# Автентичната котка
„Автентичната котка“ (на английски език The Unadulterated Cat) е хумористична книга на английския писател Тери Пратчет. За пръв път публикувана през 1989 година във Великобритания. Написана под формата на справочник, книгата разкрива отношението на автора към котките, и към някои особености на тяхното отглеждане. Авторът класифицира вида в единадесет подтипа:
- Селска котка
- Черна котка с бели лапички
- Съседска котка
- Ботушомуцунеста котка
- От ония тигровите котки, дето бият на рижаво, но понякога, при точното осветление, можеш да се закълнеш, че в тях има нещо сиамско
- Заводска котка
- Архизлодейска котка
- Анимационна котка
- Бакалска котка
- Пътуваща котка
- Зелена биоорганична екологична котка